# 福岡竜馬
福岡 竜馬（ふくおか りょうま、1976年2月29日 - ）は、福岡放送（FBS）の社員。同局スポーツ部長で元・アナウンサー。妻はフリーアナウンサーの西川友紀子。

## 人物
福岡県太宰府市の出身で、泰星中学高等学校（現在の上智福岡中学校・高等学校）から上智大学理工学部へ進学。大学卒業後の1998年4月1日付で、アナウンサーとしてFBSに入社した。
FBSへの入社後は、スポーツ中継を主に担当。平日の早朝に『ズームイン!!SUPER』（日本テレビ制作の全国ネット向け生放送番組）が編成されていた時期には、FBSの本社が所在する福岡県や、一部のエリアで同局の番組を視聴できる佐賀県からの生中継でキャスターを任されていた。
FBSの現職アナウンサーとしては2024年6月の時点で社歴が最も長かったが、翌7月1日付の人事異動でアナウンス職を離脱。入社以来在籍していたアナウンス部からスポーツ部へ異動するとともに、スポーツ部長に就任した。

## アナウンサー時代の担当番組
- スポーツ中継全般[1]
在福局のスポーツアナウンサーの中では絶叫型と言われることが多く、よく年齢が近い松井礼明と対比されるケースが多い
  - 全国高等学校サッカー選手権大会（福岡県・佐賀県代表決定戦、および両県の代表校における全国大会の実況またはレポーター）[1][3]
    - 2022年の第100回大会では、熊本県代表の熊本県立大津高等学校のリポートも担当[4]。

  - Dramatic Game 1844（福岡ソフトバンクホークス主管試合 地上波）

- 2017年11月5日に日本シリーズ第7戦が行われた場合、ソフトバンク×横浜DeNA戦の実況を担当する予定だったが、ソフトバンクが第6戦で日本一となったため実現しなかった。ちなみに福岡放送はこれまで日本シリーズ中継をソフトバンクの前身ダイエー時代に3回担当していたが、実況はいずれもキー局の日本テレビのアナウンサーが担当していた。もし第7戦が行われていれば、福岡竜馬が福岡放送開局以来初めて自局のアナで日本シリーズ中継を実況することになっていた。2018年10月31日に行われた日本シリーズ・ソフトバンク×広島第4戦で念願の日本シリーズの実況を担当した。

- Jリーグ中継(スカパー!→DAZN、2011年よりFBSがスカパー!→DAZN向け放送に制作協力しているため浜崎正樹・齊藤直史とともに担当。2014年まではサガン鳥栖、2015年からアビスパ福岡戦主管試合）

- 夢空間スポーツ[1][5]（MC、2015年3月29日より2024年3月31日）
- 定時ニュース

## 過去の出演番組・映画
- ズームイン!!SUPER（月～金、福岡担当キャスター）
- めんたいワイド[1]（夕刊めんタイムス木・金担当→スポーツコーナー及びコーナーのリポーター担当、松井礼明休暇時のMC、森不在時のニュースキャスター代理）
- ナイトシャッフル（日）→ナイトシャッフルG（金） メインMC
- ALWAYS 続・三丁目の夕日約30秒間ほど、画面の後ろのほうに出演しているシーンがある。

## 著書
- 伝えたい、この想い 第100回全国高校サッカー選手権記念 アナウンサーたちのロッカールーム（2021年、東京ニュース通信社・講談社）[1][3][6] ISBN 978-4-06-526740-0
  - 藤井貴彦（日本テレビ）・岡崎和久（札幌テレビ）などとの共著[1]。